# 新田 (臺南市)
新田，原寫為新佃，是臺灣臺南市仁德區的一個傳統地域名稱，位於該區東部略偏北。相較於今日行政區，其範圍大致包括新田里、仁義里南部中段、上崙里北部偏東凸出尖三角地區。
本地區境內主要聚落為新佃（新田）、狗肉、𣏌竿、北保仔，設有仁德國小。

## 歷史
台灣日治初期，新田地區為一街庄，稱為「新佃庄」（舊制街庄），隸屬於仁德北里。該庄昔日西北及北與塗庫庄為鄰，東與歸仁南庄為鄰，南邊及西南邊為上崙仔庄、田厝庄，西側凸出部分的西北邊為崁腳庄。
1901年（日治明治三十四年）11月11日，全台廢縣廳改設二十廳，該庄隸屬於臺南廳。1904年（明治三十七年）3月31日，該庄編入「仁德區」，隸屬於臺南廳。1909年（明治四十二年）10月25日，全台合併二十廳為十二廳，仁德區仍隸屬於臺南廳。1920年（大正九年）10月1日，全台地方制度大改正，廢十二廳改設五州二廳，該庄改制並雅化為「新田」大字，隸屬於臺南州新豐郡仁德庄（新制街庄）。
戰後仁德庄改制為仁德鄉，隸屬於臺南縣，大字亦改制為村。1950年（民國39年）10月25日，雲、嘉、南分治，仁德鄉仍隸屬於臺南縣。2010年（民國99年）12月25日，臺南縣、市合併為直轄臺南市，仁德鄉改制為仁德區，村亦改制為里。

## 聚落
本地區發展較早的聚落為新佃（新田）、狗肉、𣏌竿、竹圍仔（已消失）、北保仔，在日治初期的官方地圖上已有記載。

## 交通
國道1號又稱「中山高速公路」，是貫穿台灣西部的兩條縱向高速公路之一，經過本地區西部南側凸出部分。最近的交流道在北側為市道182號交會處的台南交流道；在南側為省道台86線（東西向快速公路－台南關廟線）交會處的仁德系統交流道（多利用區道南151線交會處旁的上崙交流道進出，經台86線、仁德系統交流道銜接國道1號）。由此等可快速前往國道1號沿線各地。
市道177號是蔦松至二行的道路，經過本地區西部南側凸出部分的北保仔聚落。由該道路北行可前往永康區，並止於蔦松地區的省道台1線路口；南行可前往仁德區南部，並止於車路墘地區的省道台1線路口。
區道南151線是六甲至田厝的道路，經過本地區東南端。
區道南154線是崙仔尾至歸仁的道路，經過本地區的新佃（新田）聚落。

## 學校
- 仁德國中